# Nou Român
Nou Român – wieś w Rumunii, w okręgu Sybin, w gminie Arpașu de Jos. W 2011 roku liczyła 360 mieszkańców.